# Речное (Курганская область)
Речно́е — село в Лебяжьевском районе Курганской области. Административный центр Речновского сельсовета.

## География
Расположено на северо-западном берегу одноимённого озера, в 11 км. к юго-западу от пгт Лебяжье.

## История
По данным известного зауральского краеведа Е. С. Селеткова, деревня Речная (Решная) основана в 1773 году Захаром Петровичем Шашкиным, входила с 1782 года в состав Лебяжьевской волости Курганского уезда Тобольской губернии.
Деревня развивалась быстро: если до 1782 года в Речной жило 130 человек, то в 1871 году проживало уже 310 человек, а в 1924 году в деревне Речной было 216 дворов и 1002 жителя.
В 1871 году была построена православная часовня, в 1903 году хлеб запасные магазины, частная школа грамоты и торговая лавка.
Созданный в период коллективизации колхоз «Комбайн» просуществовал до 1957 года, то есть до тех пор, пока хозяйство не вошло в Баксарский совхоз. Образованный в июне 1968 года Речновский совхоз имел 15 тысяч гектаров сельскохозяйственных угодий, в том числе 10184 гектара пашни. Спустя 5 лет на его базе создается ОПХ (опытно-производственное хозяйство) «Речновское», которое получило элитно-семеноводческое направление, с производством и реализацией элитных семян зерновых (25 тысяч центнеров для восточных районов области) и товарного зерна.

## Население
| 1782 | 1869 | 1912  | 1926 | 1989 | 2002 | 2010 |
| ---- | ---- | ----- | ---- | ---- | ---- | ---- |
| 106  | ↗571 | ↗1030 | ↘974 | ↘493 | ↗535 | ↘395 |

## Памятники
Бетонная стела, на которой выбиты фамилии земляков, погибших в Великой Отечественной войне. У основания памятника – Вечный огонь в форме пятиконечной звезды. Находиться напротив здания Дома культуры. 

## Галерея

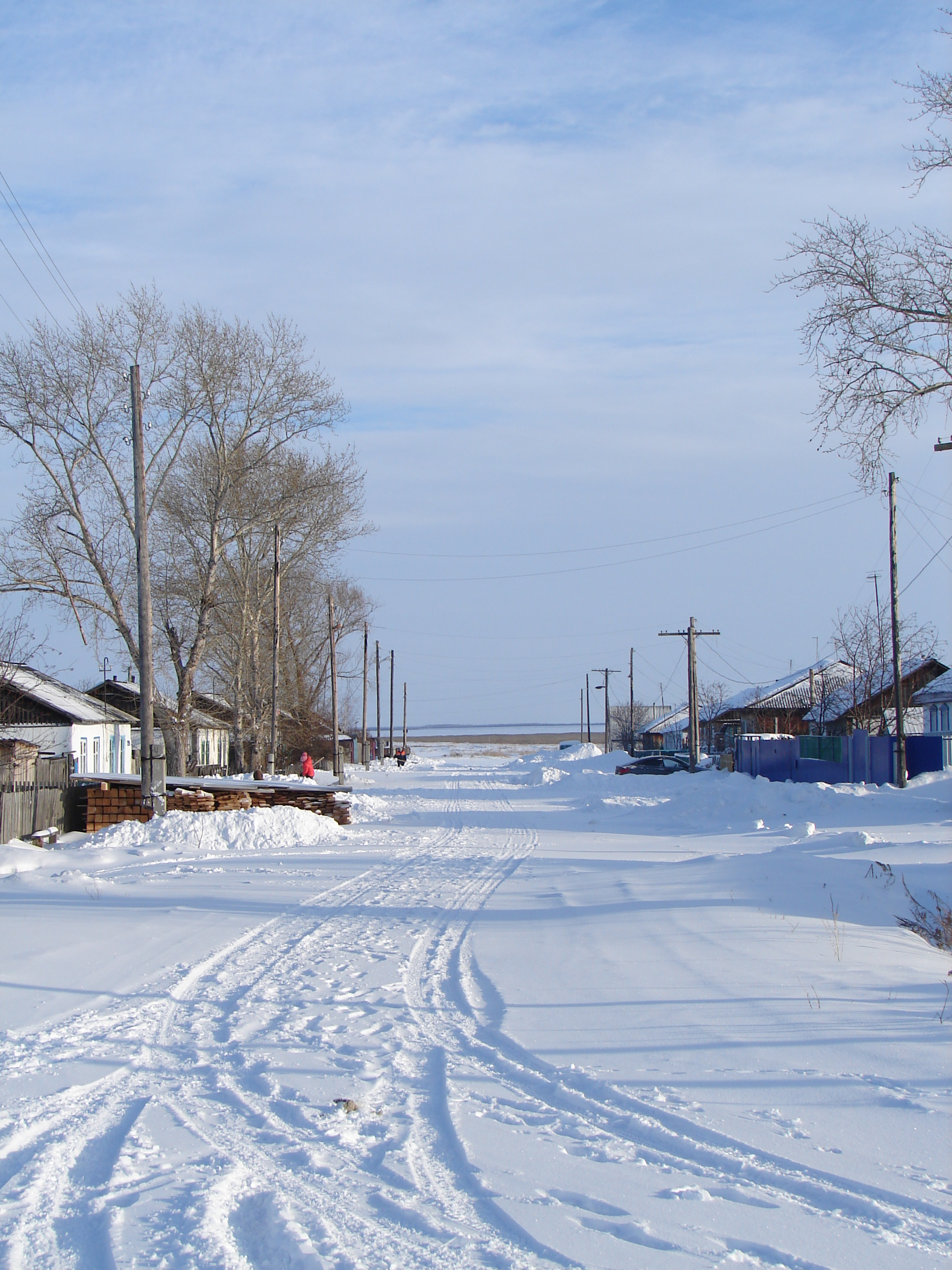
ул. Южная